# Ba Tri, Vĩnh Long
Ba Tri là một xã thuộc tỉnh Vĩnh Long, Việt Nam.
Trước ngày 16 tháng 6 năm 2025, Ba Tri là thị trấn huyện lỵ của huyện Ba Tri, tỉnh Bến Tre. 

## Địa lý
Xã Ba Tri nằm ở trung tâm Cù lao Bảo, có vị trí địa lý:
- Phía đông giáp xã Tân Thủy và Bảo Thạnh.
- Phía tây giáp xã An Hiệp.
- Phía nam giáp xã Thạnh Phú, ranh giới là sông Hàm Luông.
- Phía bắc giáp xã An Ngãi Trung, Mỹ Chánh Hòa và Tân Xuân.

Xã Ba Tri có diện tích 49,47 km², dân số năm 2025 là 52.154 người mật độ dân số đạt 1.054 người/km².

## Hành chính
Thị trấn Ba Tri được chia thành 6 khu phố: 1, 2, 3, 4, 5, 6 và ấp An Hội.

## Lịch sử
Năm Lê Cảnh Hưng thứ 3 (1742), Thái Hữu Xưa người ở phủ Tư Nghĩa (Quãng Ngãi) đến Ba Tri sinh sống, lúc bấy giờ dân cư còn rất ít chưa thành lập được một làng, Thái Hữu Xưa đứng ra xin lập trại và được cử giữ chức Cai Trại. Dần dần đất đai trồng trọt được mở rộng, dân cư phát triển đến năm 1759 có lệnh cho lập làng, Thái Hữu Xưa xin đặt tên là làng An Bình Đông (tiền thân thị trấn Ba Tri ngày nay).
Sau khi xâm chiếm ba tỉnh miền Tây Nam Kỳ(186)), thực dân Pháp lập Sở Tham biện Bến Tre. Năm 1876, Pháp lập hạt Bến Tre. Năm 1900, hạt Bến Tre được đổi thành tỉnh Bến Tre gồm 4 quận: Sóc Sãi, Ba Tri, Mỏ Cày và Thạnh Phú. Làng An Bình Đông thuộc tổng Bảo An, quận Ba Tri.
Ngày 1 tháng 1 năm 1927, theo đệ trình của Đốc phủ sứ Thái Hữu Võ ở làng An Bình Đông và Đốc phủ sứ Lê Ngọc Chương ở làng Vĩnh Đức Tây, chính quyền Pháp cho sáp nhập hai làng Vĩnh Đức Tây và An Bình Đông thành làng An Đức thuộc tổng Bảo An, quận Ba Tri.
Năm 1945, chính quyền Cách mạng Ba Tri cho tách 2 ấp An Thạnh và An Hòa để thành lập thị trấn Ba Tri (dưới thời chính quyền Sài Gòn, An Đức và thị trấn vẫn gọi là xã An Đức).
Ngày 16 tháng 4 năm 1985, Hội đồng Bộ trưởng ban hành Quyết định số 119-HĐBT về việc tách ấp An Hội của xã An Đức để sáp nhập vào thị trấn Ba Tri.
Sau khi điều chỉnh, thị trấn Ba Tri có 543 ha diện tích đất tự nhiên.
Ngày 20 tháng 1 năm 2016, Bộ Xây dựng ban hành Quyết định số 65/QĐ-BXD về việc công nhận thị trấn Ba Tri mở rộng đạt tiêu chuẩn đô thị loại IV.
Ngày 16 tháng 6 năm 2025, Ủy ban Thường vụ Quốc hội ban hành Nghị quyết số 1687/NQ-UBTVQH15 về việc sắp xếp các đơn vị hành chính cấp xã của tỉnh Vĩnh Long năm 2025. Theo đó, sắp xếp toàn bộ diện tích tự nhiên, quy mô dân số của thị trấn Ba Tri và các xã Vĩnh Hòa, An Đức, Vĩnh An và An Bình Tây thành xã mới có tên gọi là xã Ba Tri.
Sau khi sáp nhập, xã Ba Tri có 49,47 km² diện tích tự nhiên và dân số 52.154 người.

## Kinh tế - xã hội
Các ngành kinh tế chính của thị trấn là thương mại, dịch vụ, tiểu thủ công nghiệp và một bộ phận nhỏ làm nông nghiệp.
Các cơ sở giáo dục trên địa bàn thị trấn:
- Trường Tiểu học Nguyễn Đình Chiểu: Đường Võ Trường Toản, khu phố 4
- Trường THCS thị trấn Ba Tri (được thành lập ngày 18 tháng 7 năm 1996 theo Quyết định số 127/QĐO - Ủy ban nhân dân của ủy ban nhân dân huyện Ba Tri).

Thị trấn có 99% số hộ sử dụng điện sinh hoạt. Bệnh viện, Trung tâm Y tế được nâng cấp, mở rộng; phục vụ tốt cho việc khám, chữa bệnh.